# Бхавабхути
Бхавабху́ти (Бавабгути; санскр. भवभूति; VIII век) — древнеиндийский санскритский драматург, занимающий в индийской традиции второе место после Калидасы. Сочинял не так изящно, как Калидаса, но превосходил его драматическим воодушевлением и живой обрисовкой характеров действующих лиц.
Из произведений Бхавабхути сохранились драмы «Жизнь великого героя» и «Дальнейшая жизнь Рамы» на сюжет «Рамаяны», а также комедия «Малатимадхава» на сюжет из современной автору жизни (злоключения влюбленных Малати и Мадхавы, разлучаемых происками придворных, но соединяющихся благодаря ловким козням буддийской монахини Камандаки). Считался придворным поэтом одного из средневековых правителей Каннауджа, Яшовармана (начало VIII века).
Придворный и гаремный характер интриги в драмах Бхавабхути, явное преобладание лирических и описательных элементов над собственно драматическими, устранение комического персонажа видушаки — шута, наконец, необычайная изысканность языка указывают, что в творчестве Бхавабхути древне-индийская драма приобретает тот книжный и куртуазный стиль, тенденции к к-рому выступают yжe в драмах Калидасы. Однако, согласно традиции, драмы Бхавабхути писались для представлений во время праздничных процессий в честь Махакалы (Шивы) в Уджаини.